# Guern
Guern är en kommun i departementet Morbihan i regionen Bretagne i nordvästra Frankrike. Kommunen ligger i kantonen Pontivy som tillhör arrondissementet Pontivy. År 2022 hade Guern 1 379 invånare.

## Befolkningsutveckling
Antalet invånare i kommunen Guern
| Referens: INSEE |